# Раф-Пойнт
Раф-Пойнт (англ. Rough Point) — особняк позолоченного века в Ньюпорте, штат Род-Айленд, который в настоящее время открыт для публики как музей.
Дом в стиле времён английского манориализма спроектирован архитектурной фирмой Peabody & Stearns для американского промышленника Фредерика Уильяма Вандербильта.

## История
Строительство из красного песчаника и гранита началось в 1887 году и было завершено в 1892 году. Особняк расположен на Bellevue Avenue, которая граничит с прогулочной аллеей Newport Cliff Walk на берегу Атлантического океана.
В 1894 году Вандербильты начали сдавать Раф-Пойнт в аренду летним гостям. Бизнесмен Уильям Лидс, известный как «Tinplate King», арендовал этот дом в 1904 и 1905 годах. После смерти в 1908 году его жена — Нэнси Лидс, наняла архитектора Джона Поупа, чтобы сделать некоторые внешние изменения в доме. Она оставалась владелицей особняка до 1922 года.
В 1922 году Джеймс Бьюкенен Дьюк, крупный американский промышленник, а также благотворитель Университета Дьюка, и его вторая жена Наналин купили этот особняк. С помощью архитектора из Филадельфии Горация Трумбауэра они провели в доме ремонт, пристроив два новых крыла. Наналин наняла дизайнерскую фирму White Allom, чтобы преобразить интерьер дома. Когда Джеймс Дьюк умер в 1925 году, завещав огромное состояние вместе с несколькими резиденциями своему единственному ребёнку — 12-летней Дорис Дьюк, Раф-Пойнт, который дважды был близок к тому, чтобы быть проданным по настоянию Наналин, тем не менее в конечном итоге стал одним из самых дорогих владений Дорис. Здесь она впервые вышла в свет была впервые представлена обществу на балу дебютанток.

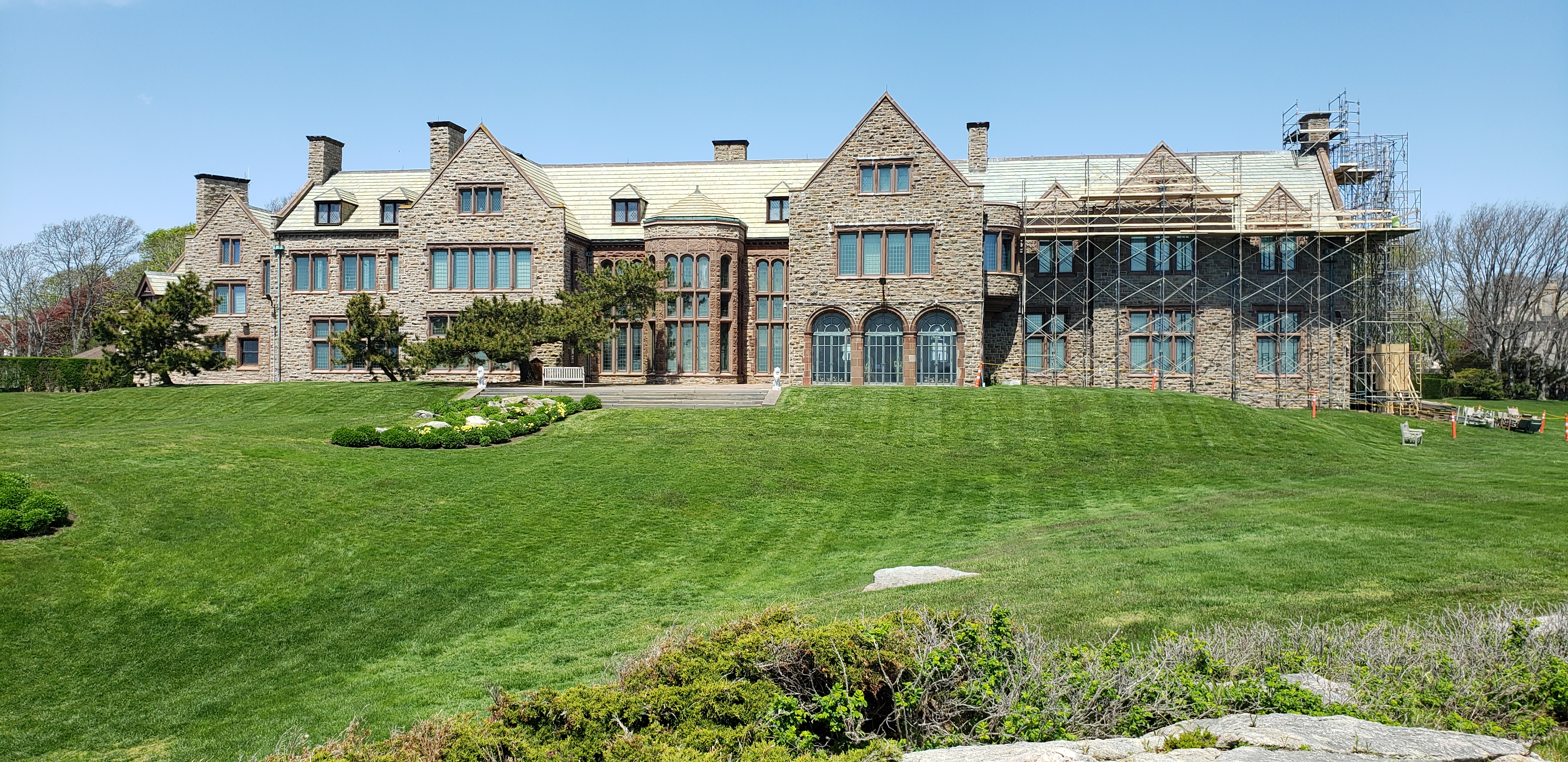
Общий вид Раф-Пойнта

Дорис проводила лето в Раф-Пойнте; но после урагана в Новой Англии 1938 года, опустошившего Род-Айленд, и с началом Второй мировой войны, её визиты в особняк стали реже. В начале 1950-х годов она поселилась в Нью-Йорке и долгое время не посещала Раф-Пойнт. К 1958 году Дорис Дьюк снова стала частой гостьей Ньюпорта и начала переоборудовать особняк, наполняя его предметами искусства и антиквариата, которые собирала во время многих своих путешествий. Раф-Пойнт стал одним из любимых мест Дорис: она жила в нём с мая по ноябрь большую часть последующих лет.
Дорис Дьюк посещала особняк до своей смерти в 1993 году. Затем дом был несколько лет связан с судебным разбирательством и был открыт для публики как музей в 2000 году. В настоящее время оно принадлежит Фонду реставрации Ньюпорта.